# Ludovica Cristina von Savoyen

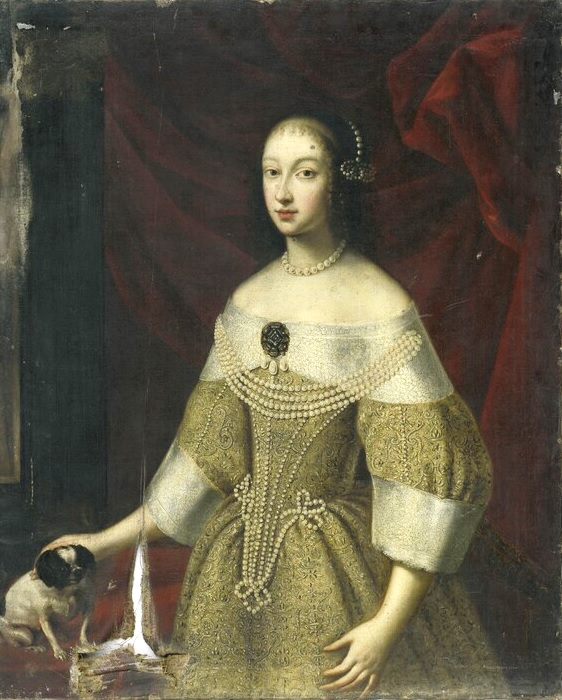
Prinzessin Ludovica Christina von Savoyen

Ludovica Cristina von Savoyen (* 27. Juli 1629 in Turin; † 14. Mai 1692) war eine Prinzessin aus dem Haus Savoyen. 

## Leben
Ludovica Cristina war eine Tochter von Viktor Amadeus I. und seiner Frau Prinzessin Christina von Frankreich. Ludovica Cristinas Vater starb bereits 1637. Ihre Mutter übernahm die Vormundschaft über Ludovica Cristinas Brüder Francesco Hyacinth und Karl Emanuel und damit die Regentschaft über Savoyen-Piemont. Ludovica Cristinas Onkel, der Kardinal Moritz von Savoyen, verwickelte gemeinsam mit seinem jüngeren Bruder Tommaso von Savoyen die Witwe daraufhin in einen vierjährigen Erbfolgekrieg. Die geschickt agierende Christina von Frankreich ging aus diesem Konflikt siegreich hervor. Im Friedensschluss von 1642 zwang sie ihren Schwager, sein Kardinalsamt abzulegen und die erst vierzehnjährige Ludovica Cristina zu heiraten. Die Rückkehr in den weltlichen Stand war Maurizio di Savoia möglich, da er aufgrund eines Dispens von Papst Paul V. bei der Ernennung zum Kardinal keine kirchlichen Weihen empfangen hatte. 
Die Hochzeit zwischen der 14-jährigen und ihrem 50-jährigen Onkel erfolgte im September 1642. Das Ehepaar zog zunächst nach Nizza, wo Maurizio das Amt eines Statthalters ausübte. Er starb am 3. Oktober 1657 in Turin. Seiner Witwe hinterließ er keine Kinder, sondern lediglich einen gewaltigen Schuldenberg. 